# Hyperplatys melzeri
Hyperplatys melzeri es una especie de escarabajo longicornio del género Hyperplatys, tribu Acanthocinini, subfamilia Lamiinae. Fue descrita científicamente por Gilmour en 1965.
El período de vuelo de la especie se presenta durante los meses de enero, febrero, abril, agosto, septiembre, octubre, noviembre y diciembre.

## Descripción
Mide 5,5-8,6 milímetros de longitud.

## Distribución
Se distribuye por Argentina, Bolivia, Brasil y Paraguay.